# Schoberstein (Oberösterreichische Voralpen)
Der Schoberstein ist ein 1285 m ü. A. hoher Berg in den Oberösterreichische Voralpen. Er befindet sich an der Gemeindegrenze zwischen Ternberg und Molln. Der mehrgipflige Bergkamm ist von West nach Ost langgestreckt. Vom Sattel Mandlmais steigt er steil zum Koglerstein (1257 m ü. A.) an und verläuft dann fast eben bis zum Hauptgipfel. Nach Osten fällt der Kamm zuerst zur Pfaffenmauer (1218 m ü. A.) ab und endet dann beim Geißhörndl (1114 m ü. A.). Die Nord- und Südflanke ist steil und bewaldet. Am höchsten Punkt befindet sich der 1953 errichtete Gipfelmast mit einem Zeichen der Naturfreunde, das 2004 angebracht wurde. Das alte Logo der Naturfreunde befindet sich kurz unterhalb des Gipfels. Das Gipfelkreuz befindet sich etwa 200 Meter östlich des Gipfels auf einer unbezeichneten Anhöhe.

## Wandern
Der Schoberstein ist wegen seiner schönen Aussicht über das Alpenvorland, das Sengsengebirge und das Tote Gebirge ein beliebter Wanderberg. Aufgrund seiner leichten Erreichbarkeit vom Steyrtal und Ennstal gilt er als einer der Hausberge der Stadt Steyr. Der Schoberstein ist ebenfalls ein beliebtes Ziel einer Mountainbike-Tour.
Anstiege:
- Vom ehemaligen Gasthof Klausriegler durch die Nordflanke und über die Graumandlalm zum Gipfel
- Von der Breitenau über das Gehöft Kogler durch die Südflanke zum Gipfel.
- Von Westen über den Sattel Mandlmais und den Schinder zum Koglerstein und zum Gipfel

Das Schobersteinhaus liegt in unmittelbarer Nähe zum Gipfel und ist ganzjährig bewirtschaftet. Es ist über eine nicht öffentliche Forststraße erreichbar.

## Gleitschirmfliegen
Der Schoberstein ist ein bekanntes Gebiet für Gleitschirmflieger. Beim Schobersteinhaus befindet sich ein Startplatz. Landeplätze befinden sich im Norden bei Trattenbach und im Süden in der Breitenau.

## Galerie

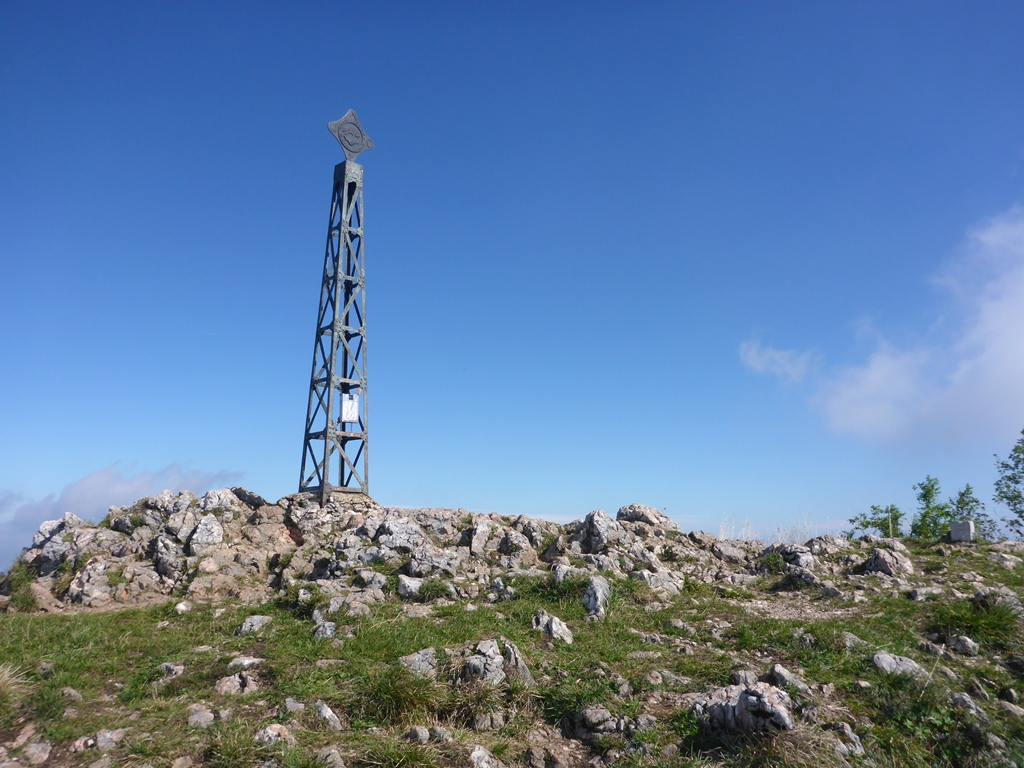
Der Gipfelmast auf dem Schoberstein
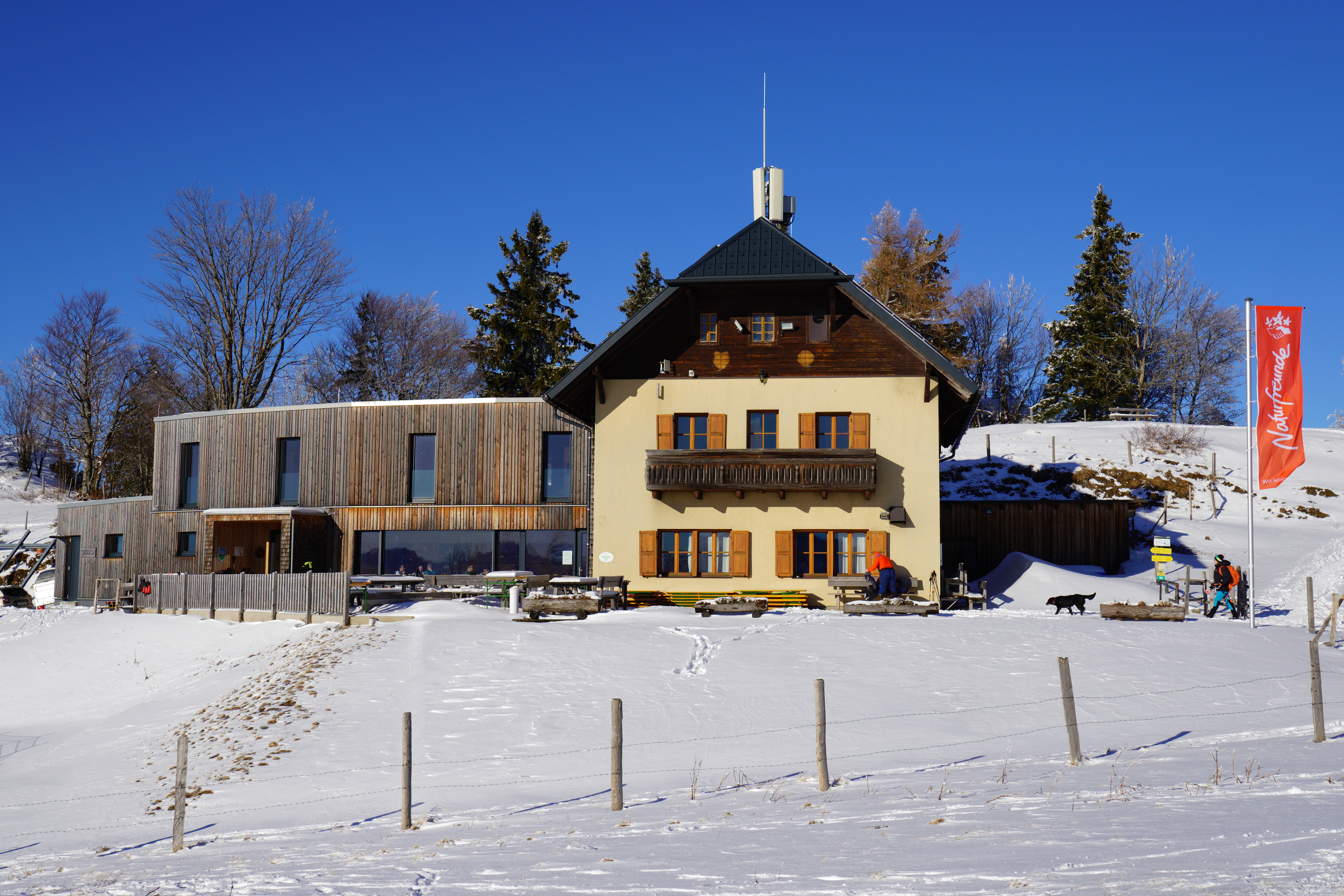
Das Schobersteinhaus 2024